# Engelbert I. (Görz)

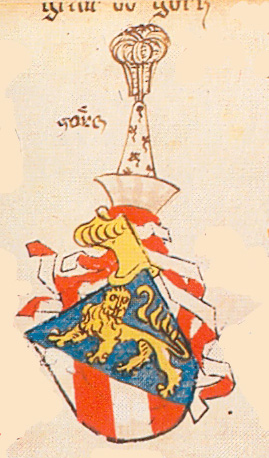
Wappen der Albertiner Linie, Grafen von Görz, im Ingeram-Codex, 1459

Engelbert I. († um den 14. Dezember 1122/23) entstammt den Anfängen der Meinhardiner-Dynastie. Er war Pfalzgraf von Bayern, Vogt von Millstatt und älterer Bruder des Grafen Meinhard I. von Görz.

## Biografie
Engelberts Mutter war vermutlich Luitgard, eine Tochter der Gründer der Benediktinerabtei Millstatt (Stiftung ca. 1070/77): Pfalzgraf Aribo II. von Bayern und seine Frau Luitgard aus der Sippe der Sieghardinger sowie dessen Bruder Boto. Am 27. März 1122 erwähnt Papst Calixt II., dass Millstatt von den Vorfahren/Eltern ("a suis parentibus") von Pfalzgraf Engelbert (I.) erbaut wurde. Der Vater der Brüder war wohl Meginhard / Meinhard III. († um 1090), Graf im Pustertal und im Lurngau, aus dem Geschlecht der Meginharde. Die bei den Aribonen unbekannten Leitnamen der Görzer, Meinhard und Engelbert, waren bei den Sieghardingern häufiger. Engelbert I. und Meinhard I. von Görz werden lediglich einmal in einer Urkunde des Patriarchen Ulrich von Aquileia für das Kloster Beligna (ca. 1120/21) zusammen als Brüder genannt. Da Engelbert über ca. 15 Jahre älter war, wird auch vermutet, dass Meinhard I. ein Halbbruder aus einer zweiten Ehe von Meginhard III. ist. Eine nach Belegen zweifelsfreie Abstammung der beiden Brüder ist bis heute nicht gesichert. Im Jahr 1206 wird Engelbert als Besitzer der Moosburg in Kärnten genannt. Die Bayerische Pfalzgrafenwürde hat Engelbert I. wahrscheinlich über die Aribonen (seinen Großvater Aribo II.) geerbt. Da in keiner Quelle zu Engelbert der Pfalzgrafentitel mit einem territorialen Bezug genannt ist, kommt Christof Paulus 2007 in seinen Untersuchungen zum vorsichtigen Schluss, Engelbert I. sei mit "ziemlicher Wahrscheinlichkeit Pfalzgraf in Bayern" gewesen. Am 27. März 1122 nimmt Papst Calixt II. die Mönche des Klosters Millstatt in seinen Schutz, nachdem Pfalzgraf Engelbert es der römischen Kirche übergeben hatte. Papst Calixt II. betitelt ihn noch als Pfalzgraf, obwohl in einer Schenkung von Kaiser Heinrich V. vom 25. März 1121 erstmals gesichert Otto IV. von Wittelsbach als Bayerischer Pfalzgraf erscheint. Um 1137 ist dann sein Neffe Engelbert II. von Görz als Vogt des Klosters Millstatt belegt. Pfalzgraf Engelbert I. dürfte 1122/23 verstorben sein. Im Nekrolog von Admont ist er zum 13. Dezember, in Millstatt zum 14. Dezember und in Seeon zum 15. Dezember vermerkt. Eine Ehe oder legitime Kinder von Pfalzgraf Engelbert I. sind nicht bekannt. Der Stammvater aller späteren Grafen von Görz ist deshalb Graf Meinhard I. von Görz. Für Unsicherheit sorgte eine nicht datierte Notiz im Traditionscodex der Benediktinerabtei Michaelbeuern, die auf eine nichteheliche Tochter von "palatinus comes Engelbertus" mit einer Konkubine hinweist und von Willibald Hauthaler im Salzburger Urkundenbuch auf ca. 1145 datiert wurde. Die Urkundenregesten zu Engelbert II. von Görz wurden von Wiesflecker deshalb mit dem fraglichen Titel (Pfalz-)Graf Engelbert II. überschrieben. Die Notiz enthält allerdings zwei zeitlich erheblich auseinander liegende Rechtshandlungen und die uneheliche Tochter ist mit größter Wahrscheinlichkeit Pfalzgraf Engelbert I. zuzuweisen. Es wäre auch ungewöhnlich, wenn Graf Engelbert II. von Görz, der von 1132 bis ca. 1189 urkundet, isoliert in einer einzigen Quelle um 1145 plötzlich als Pfalzgraf erschiene.